# Secretprojectrevolution
Pour plus de détails, voir Fiche technique et Distribution.
Secretprojectrevolution est un court métrage réalisé par Madonna et Steven Klein, traitant de la liberté artistique et des droits de l'homme. Le film donne naissance à une initiative mondiale, Art for Freedom, visant à promouvoir la liberté d'expression, créée par Madonna, organisée par Vice et distribuée par BitTorrent. L'objectif d'Art for Freedom est de promouvoir et de faciliter la liberté d'expression et, par conséquent, d'entraver la répression de l'expression artistique

## Production
Le film est la réponse artistique de Madonna à une série d'événements sociaux et politiques qui se sont déroulés à travers le monde pendant qu'elle effectuait sa tournée MDNA Tour au cours du second semestre 2012. Parmi ces événements figuraient notamment la menace d'une attaque israélienne contre l'Iran, l'emprisonnement de Ioulia Tymochenko en Ukraine et des Pussy Riot en Russie, les violations des droits des homosexuels, l'élection présidentielle aux États-Unis et la tentative d'assassinat de Malala Yousafzai. L'une des scènes s'inspire du film Portier de nuit, tandis qu'une autre s'inspire du film noir Caged, dans lequel Eleanor Parker est emprisonnée. Madonna décrit secretprojectrevolution comme l'une des choses les plus importantes qu'elle ait jamais faites,.

## Accueil et retombées
Malgré les apparitions publiques limitées de Madonna pour promouvoir le projet et sa nature non commerciale, Secretprojectrevolution bénéficie d'une couverture médiatique respectable et suscite un intérêt certain auprès du public. Cependant, les critiques sont mitigées. Environ 10 000 personnes auraient vu le film lors de toutes les projections. En moins de trois semaines, le Bundle est téléchargé plus de 1,2 million de fois et, en octobre 2013, des dizaines d'œuvres étaient soumises chaque jour sur le site Art for Freedom.